# Deuxième guerre gréco-punique
La deuxième guerre gréco-punique est en fait une succession de conflits qui se déroulèrent de 410 à 340 av. J.-C., opposant Carthage à Syracuse. Plusieurs trêves furent signées pendant la période, et la guerre, longtemps incertaine, s'acheva par un statu quo.
Il s'agit du plus long conflit de l'histoire du monde grec antique, devant la Guerre lélantine.

## Contexte
Le début du Ve siècle av. J.-C. avait déjà vu l'affrontement des mêmes protagonistes lors de la première guerre gréco-punique, qui s'acheva par la défaite de Carthage lors de la bataille d'Himère. Cette défaite marqua un coup d'arrêt pour Carthage qui s'abstint d'intervenir en Sicile jusqu'en 410 av. J.-C..
Entretemps, Carthage conquit de nombreux territoires et renforça son contrôle en Afrique (fortifications…). En Sicile, les cités grecques de l'alliance Akragas-Syracuse se divisèrent en onze cités-états après la mort de Gélon (en 478 av. J.-C.). Au cours du siècle, la rivalité entre les Elymiens et Sélinonte reprit. De plus, elle se superposa à la guerre du Péloponnèse entre Athènes et Sparte. Les Athéniens cherchèrent à aider les Elymiens en 413 av. J.-C. (expédition de Sicile) mais ils furent sévèrement battus.
En 411 av. J.-C., Carthage envoya une force de secours qui s'imposa l'année suivante. Des négociations entre les Elymiens, Sélinonte, Carthage et Syracuse échouèrent et les Carthaginois envoyèrent des renforts.

## La guerre
En 409 av. J.-C., Hannibal de Giscon attaque Sélinonte qui est prise d'assaut. Ensuite, il se tourne vers Himère qui est prise et détruite. Le général carthaginois rentre alors triomphalement à Carthage. Syracuse et Agrakas s'abstinrent de riposter. En revanche, un général syracusain renégat leva une petite armée avec laquelle il effectua plusieurs razzias dans le territoire carthaginois de Sicile. Il sera tué dans une tentative de coup d'État à Syracuse mais les Carthaginois décident de lancer une campagne contre Syracuse en 406 av. J.-C..
Ils assiègent Agrakas mais l'armée est ravagée par une épidémie de peste. Après plusieurs victoires (prise d'Agrakas, de Géla et de Camarina) et plusieurs défaites infligées aux Syracusains, les Carthaginois sont contraints d'accepter une trêve. 
La trêve est rompue par Denys, tyran de Syracuse, qui a renforcé son pouvoir, en 398 av. J.-C.. Il s'empare de la forteresse de Motyé. La contre-attaque carthaginoise est rapide. Motyé est reprise et Messine envahie. Après une victoire navale à Catane, les forces de Carthage mettent le siège devant Syracuse. Cependant, de nouveau frappés par la peste, les Carthaginois doivent lever le siège en 396.
Les Syracusains portent alors la guerre en Sicile orientale de 396 à 393 av. J.-C. Une contre-offensive punique est repoussée en 393 à Messine. Un premier traité de paix fut signé alors que les deux camps faisaient face à des difficultés internes.
La guerre reprit en 383 av. J.-C. par une attaque de Denys. Il remporta une importante victoire cette année lors de la bataille de Cabala et exigea le retrait de Sicile des Carthaginois. Cependant, les Syracusains furent battus la même année à Cronium. Aucun camp n'ayant plus un avantage clair sur l'autre, les Carthaginois envoyèrent un émissaire à Denys pour signer la paix, ce qu'il accepta. Les deux camps conservèrent leurs possessions d'avant la guerre, à l'exception de Sélinonte et d'une partie du territoire d'Agrigente. Denys dut aussi payer mille talents.
La guerre recommença en 368 par une nouvelle attaque de Syracuse. La mort de Denys et la défaite de sa flotte permirent de signer une nouvelle paix l'année suivante. Elle dura vingt-deux ans. Au cours de ces années, Carthage fut de plus en plus impliquée dans la vie politique de Syracuse. En 345 av. J.-C., les Carthaginois furent même appelés à entrer dans Syracuse. Ils furent finalement repoussés. En 343 av. J.-C., Timoléon prend le pouvoir à Syracuse et commence à lancer des raids contre les possessions carthaginoises en Sicile. Une expédition carthaginoise fut détruite en 341 sur la rivière Crimissus avant que les deux camps ne se contentent du statu quo en 340.

## Conséquences
Timoléon est désormais maître de Syracuse qui demeure la principale puissance grecque de l'île. De leur côté, les Carthaginois voient leur présence à l'ouest de la rivière Halycus confirmée.